# Носовки
 Тази статия е за носовите гласни в старобългарския.  За носовите гласни въобще вижте Носова гласна.  
Носовите гласни (носовките), наричани още  юсове, е общо название на четирите букви , , , , възприето в българската лингвистика от руската църковнославянска терминология. 
Звуковете ѫ (голяма носовка, задна носовка) и ѧ (малка носовка, предна носовка) са характерни за звуковата система на старобългарския език, където са се произнасяли като назализирани гласни. В развоя на българския език те са загубили гласовия си носов призвук и са преминали в устни гласни.

## Исторически развой
Двете носови гласни са възникнали от индоевропейски дифтонгични съчетания на гласна и носова съгласна m или n, които в късния праславянски език са се монофтонгизирали поради действието на закона за отворената сричка. В българския език голямата носовка (ѫ) е съвпаднала с еровата гласна, а малката носовка (ѧ) в повечето диалекти е съвпаднала с гласната е. 

## Видове юсов ръкопис
Първоначално ръкописът в старобългарските писмени паметници е двуюсов. От 12 век насетне започва взаимна замяна на  с , който феномен се означава като среднобългарско смесване на носовките. Това е една от причините за трите последователно проведени правописни реформи в среднобългарския правопис – атонска реформа (атонска редакция на старобългарските книги); евтимиева реформа и ресавска реформа на Константин Костенечки, която е разяснена в „Сказание за буквите“. 
В руската редакция на старобългарския език, често  и  се заменят с  и , а  се заменя с  или Файл:Early Cyrillic letter Ya.png се заменя с Файл:Early Cyrillic letter Yusu Maliy.png. В повечето руски ръкописи се употребява само малката носовка (ѧ), поради което те се наричат едноюсови. Съществуват и едноюсови български ръкописи. 
В сръбската редакция на старобългарския език, в т.ч. и в рашкия и ресавски правопис, често  и  се заменят с  и , а  и  се заменят с  и . 
През 13 век и 14 век, в повечето сръбски и тези от западнобългарските земи ръкописи изобщо не се употребяват юсове, поради което те се наричат безюсови. Това явление е продължено и от книжовниците от Етрополската школа. 

## Смесване
В историческия развой на българския език в известни случаи се среща смесване на задната и предната носовка – явление, познато на повечето от българските диалекти, В едни диалекти, като родопските, смесването на носовките е проведено най-последователно, като предната носова гласна е преминала в задна, a след това тя се е сляла с вторичния ер и има неговата съдба: зъп, ръ̀ка; зôп, рồка – стб., ; з’ът, кл’ъ̀тва; з’ồт, кл’ồтва – стб. В други диалекти, като еркечкия, смесването на носовките също е проведено последователно; но в тях задната носова гласна е преминала в предна: зêп, рềка, зêт, клềтва. В трети диалекти, като балканските и някои западни диалекти, се среща само частично преминаване на предната носова гласна в задна след съгласните ш, ж, ч: шъ̀па, жъ̀тва, чъ̀до; шàпа, жàтва, чàдо – среднобълг. < стб. Има обаче диалекти, като югоизточните, преходните, шуменския, сливенския и др., в които няма никакви случаи на смесване на носовки (шèпа, жèтва, чèдо).